# V378 Normae
Désignations
V378 Normae (en abrégé V378 Nor), appelée également HR 6120, est une étoile de la constellation de la Règle. C'est probablement une variable céphéide classique dont la magnitude apparente varie entre 6,21 et 6,23 sur une période de 3,585 0 jours. Elle est distante d'environ ∼ 2 700 a.l. (∼ 828 pc) de la Terre.